# Eurytoma juglansi
Eurytoma juglansi är en stekelart som beskrevs av Yang 1996. Eurytoma juglansi ingår i släktet Eurytoma och familjen kragglanssteklar. Inga underarter finns listade i Catalogue of Life.